# 1 500 mètres masculin aux championnats du monde d'athlétisme 1997
Navigation
Göteborg 1995 Séville 1999
L'épreuve du 1 500 mètres masculin des championnats du monde d'athlétisme 1997 s'est déroulée du 3 au 6 août 1997 au Stade olympique d'Athènes, en Grèce. Elle est remportée par le Marocain Hicham El Guerrouj .

## Résultats

### Finale
| Rang               | Athlète                  | Pays        | Temps         | Notes |
| ------------------ | ------------------------ | ----------- | ------------- | ----- |
| Médaille d'or      | Hicham El Guerrouj       | Maroc       | 3 min 35 s 83 |       |
| Médaille d'argent  | Fermín Cacho             | Espagne     | 3 min 36 s 63 |       |
| Médaille de bronze | Reyes Estevez            | Espagne     | 3 min 37 s 26 |       |
| 4                  | Noureddine Morceli       | Algérie     | 3 min 37 s 37 |       |
| 5                  | Ali Hakimi               | Tunisie     | 3 min 37 s 51 |       |
| 6                  | Mohamed Suleiman         | Qatar       | 3 min 37 s 53 |       |
| 7                  | Graham Hood              | Canada      | 3 min 37 s 55 |       |
| 8                  | Robert Kiplagat Andersen | Danemark    | 3 min 37 s 66 |       |
| 9                  | John Mayock              | Royaume-Uni | 3 min 38 s 67 |       |
| 10                 | Rüdiger Stenzel          | Allemagne   | 3 min 38 s 82 |       |
| 11                 | Laban Rotich             | Kenya       | 3 min 41 s 27 |       |
| 12                 | Nadir Bosch              | France      | 3 min 48 s 35 |       |

## Légende
Records et Performances
- AR : Record continental (area record)
- CR : Record des championnats (championship record)
- MR : Record du meeting (meet record)
- NR : Record national (national record)
- OR : Record olympique (olympic record)
- PR : Record paralympique (paralympic record)
- PB : Record personnel (personal best)
- SB : Meilleure performance personnelle de la saison (season's best)
- WL : Meilleure performance mondiale de l'année (world leader)
- WJR : Record du monde junior (world junior record)
- WR : Record du monde (world record)

Circonstances et Conditions
- DNF : N'a pas terminé (did not finish)
- DNS : N'a pas pris le départ (did not start)
- DQ : Disqualification (disqualification)
- NM : Aucun essai valable enregistré (No Mark)
- Q : Qualifié « directement » au prochain tour (ou à la prochaine compétition), lors d'une compétition majeure, grâce au classement ou à la réalisation des minima (automatic qualifier)
- q : Qualifié au prochain tour (ou à la prochaine compétition), lors d'une compétition majeure, grâce au repêchage ou à la réalisation de l'une des meilleures performances parmi celles des « non qualifiés directement » (grâce au meilleur temps ou à la meilleure distance par exemple) (secondary qualifier)